# Xylopia cupularis
Xylopia cupularis är en kirimojaväxtart som beskrevs av Gottfried Wilhelm Johannes Mildbraed. Xylopia cupularis ingår i släktet Xylopia och familjen kirimojaväxter. Inga underarter finns listade i Catalogue of Life.